# Cyclea insularis
Cyclea insularis là một loài thực vật có hoa trong họ Biển bức cát. Loài này được (Makino) Hatus. mô tả khoa học đầu tiên năm 1966.